# Wedge Tomb von Clooneen

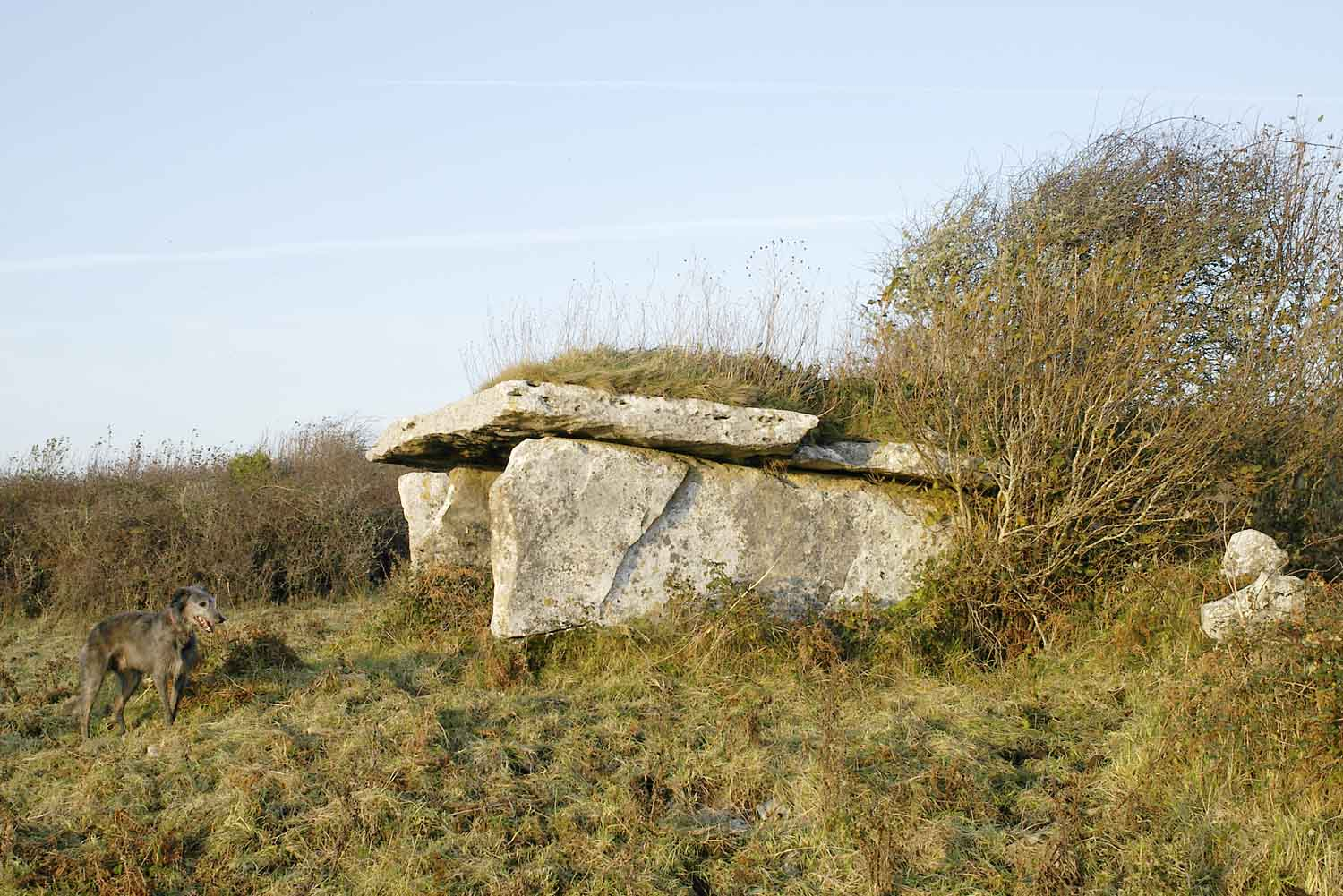
Wedge Tomb von Clooneen

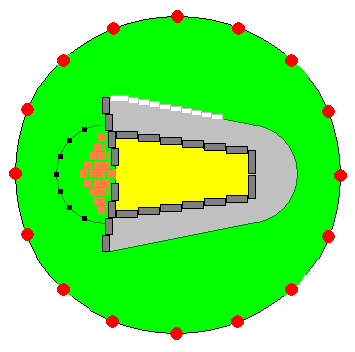
Prinzipskizze Wedge Tomb am Beispiel Island

Das Wedge Tomb von Clooneen (irisch Cluainín) – dt. „die kleine Wiese“ ist das bekannteste und am besten erhaltene  Wedge Tomb in Townlands gleichen oder ähnlichen Namens. Es liegt östlich von Kilfenora im Burren im County Clare in Irland. Wedge Tombs (deutsch „Keilgräber“), früher auch „wedge-shaped gallery grave“ genannt, sind doppelwandige, ganglose, mehrheitlich ungegliederte Megalithbauten der späten Jungsteinzeit und der frühen Bronzezeit.
Das Wedge Tomb von Clooneen ist nur wenig kleiner als das etwa 1,2 km entfernte Ballyganner South im benachbarten Townland. Es ist in gutem Zustand mit überwiegend intakten Tragsteinen und großem Deckstein. Die Rückseite bildet den Teil einer niedrigen Mauer, die im Gebüsch verschwindet.
In unmittelbarer Nähe liegen weniger bedeutende Reste von zwei weiteren Wedge Tombs, ein weiteres im gleichen Townland ist ca. 550 m entfernt. Im County Leitrim gibt es ebenfalls ein Townland Clooneen, in dem sich ein Wedge Tomb befindet, und im County Tipperary liegt ein stark zerstörtes Wedge Tomb im Townland Cloneen.